# Relaciones Botsuana-México
Las naciones de Botsuana y México establecieron relaciones diplomáticas en 1975. Ambas naciones son miembros de las Naciones Unidas.

## Historia

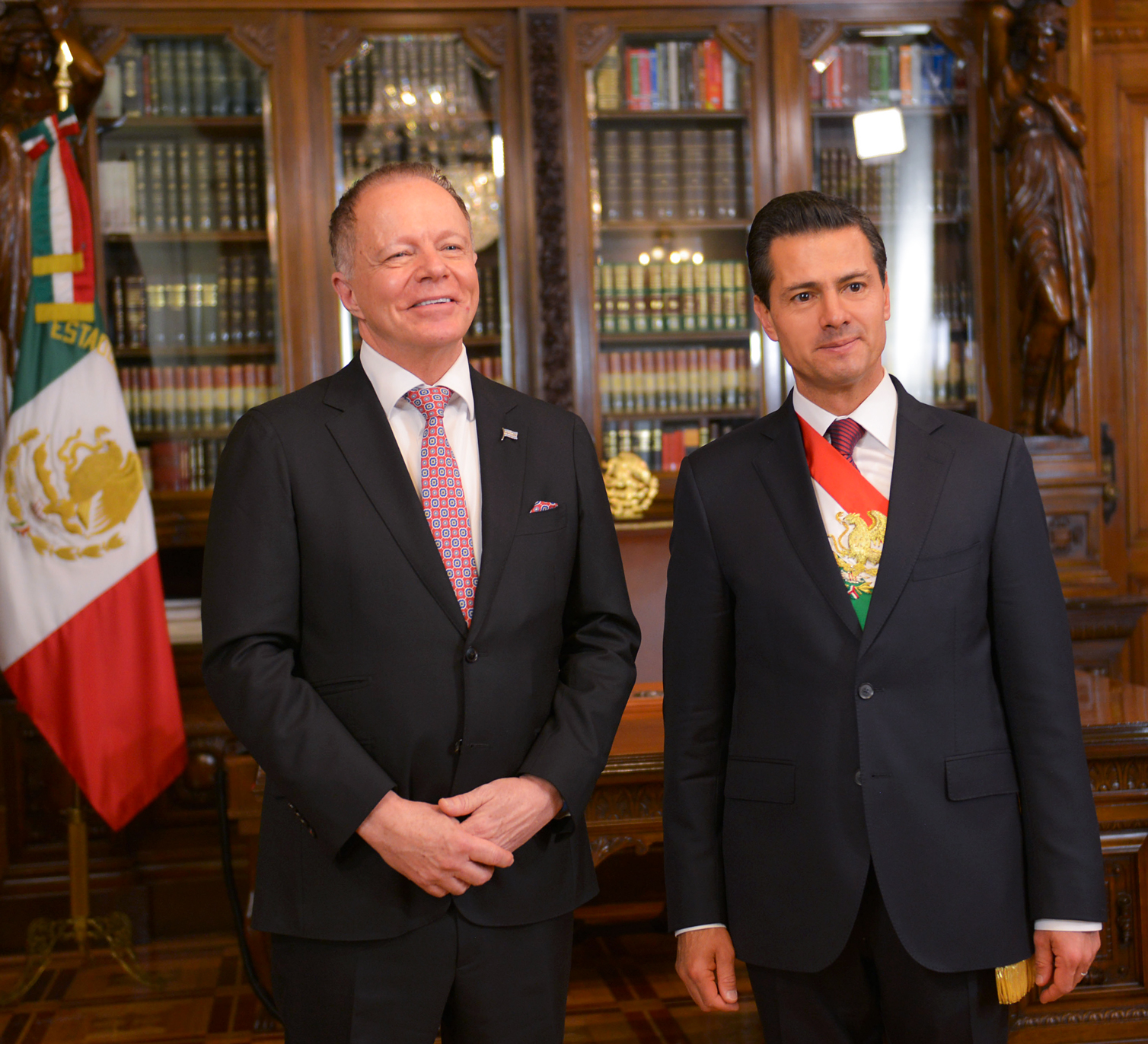
El embajador de Botsuana no-residente, David John Newman, con el presidente mexicano Enrique Peña Nieto en la Ciudad de México; abril de 2017.

Botsuana y México establecieron relaciones diplomáticas el 5 de diciembre del 1975. Los vínculos se han desarrollado principalmente en el marco de foros multilaterales. En marzo de 2002, el presidente botsuano, Festus G. Mogae, realizó una visita a México para asistir al Consenso de Monterrey que se celebró en la ciudad mexicana de Monterrey. En 2005, Botsuana abrió un consulado honorario en la Ciudad de México.
En 2007, ambos países firmaron un Convenio de Cooperación Educativa y Cultural. En noviembre de 2010, el gobierno de Botsuana envió una delegación de once miembros para asistir a la Conferencia de las Naciones Unidas sobre el Cambio Climático de 2010 en Cancún, México.
En abril de 2013, el presidente del Instituto Nacional del Emprendedor, Enrique Jacob Rocha, llevó a cabo una visita de trabajo a Gaborone, para promover la candidatura del Dr. Herminio Blanco a la Dirección General de la OMC, acompañado del Embajador de México en Sudáfrica, Héctor Valezzi. En esa ocasión, se entrevistaron con el Secretario Permanente del Ministerio de Asuntos Exteriores de Botsuana, Emb. Lapologan Lekoa.
En noviembre de 2016, el director regional de ProMéxico para Europa, Medio Oriente y África, Carlos Sánchez Pavón, visitó Botsuana y Sudáfrica. El propósito de esa visita fue dar seguimiento a las oportunidades de negocios que generaron las exportaciones recientes de maíz blanco no modificado genéticamente de México al África austral, así como explorar el potencial de exportación de maquinaria para la nixtamalización.

## Misiones Diplomáticas
- Botsuana está acreditado ante México a través de su embajada en Washington D. C., Estados Unidos y mantiene un consulado honorario en la Ciudad de México.[5]
- México está acreditado ante Botsuana a través de su embajada en Pretoria, Sudáfrica.[6]